# Salwador na Letnich Igrzyskach Olimpijskich 2008
Salwador na Letnich Igrzyskach Olimpijskich 2008 reprezentowało jedenaścioro zawodników – czterech mężczyzn i siedem kobiet.

## Skład kadry

### Judo
| Zawodnik          | Konkurencja | Eliminacje | 1/32                         | 1/16                  | Ćwierćfinały          | Półfinały             | Pierwszy repasaż Runda | repasażowa Ćwierćfinały | repasażowe Półfinały  | Finał                 |
| Zawodnik          | Konkurencja | Wynik      | Wynik                        | Wynik                 | Wynik                 | Wynik                 | Wynik                  | Wynik                   | Wynik                 | Wynik                 |
| ----------------- | ----------- | ---------- | ---------------------------- | --------------------- | --------------------- | --------------------- | ---------------------- | ----------------------- | --------------------- | --------------------- |
| Franklin Cisneros | –81 kg      |            | Travis Stevens L 0000 / 1011 | → Nie awansował dalej | → Nie awansował dalej | → Nie awansował dalej | → Nie awansował dalej  | → Nie awansował dalej   | → Nie awansował dalej | → Nie awansował dalej |

### Kolarstwo
| Zawodnik                 | Konkurencja                                   | Kwalifikacje | Kwalifikacje | Runda 1                | Runda 1                | Finał                  | Finał                  |
| Zawodnik                 | Konkurencja                                   | Czas         | Poz.         | Czas                   | Poz.                   | Czas                   | Poz.                   |
| ------------------------ | --------------------------------------------- | ------------ | ------------ | ---------------------- | ---------------------- | ---------------------- | ---------------------- |
| Mario Wilfredo Contreras | kolarstwo szosowe, wyścig ze startu wspólnego |              |              |                        |                        | Nie ukończył           | Nie ukończył           |
| Evelyn García            | kolarstwo torowe, wyścig na dochodzenie       | 3:56.849     | 13           | → Nie awansowała dalej | → Nie awansowała dalej | → Nie awansowała dalej | → Nie awansowała dalej |
| Evelyn García            | kolarstwo torowe, wyścig punktowy             |              |              |                        |                        | 0 p                    | 16                     |

### Lekkoatletyka
| Zawodnik                          | Konkurencja   | Kwal. | Kwal. | Ćwierćfinał | Ćwierćfinał | Półfinał | Półfinał | Finał   | Finał |
| Zawodnik                          | Konkurencja   | Wynik | Poz.  | Wynik       | Poz.        | Wynik    | Poz.     | Wynik   | Poz.  |
| --------------------------------- | ------------- | ----- | ----- | ----------- | ----------- | -------- | -------- | ------- | ----- |
| Salvador Ernesto Mira             | chód na 50 km |       |       |             |             |          |          | DQ      | N/A   |
| Verónica Abigail Colindres García | chód na 20 km |       |       |             |             |          |          | 1:36.52 | 38    |

### Pływanie
| Zawodnik     | Konkurencje           | Kwal.   | Kwal. | Półfinał               | Półfinał               | Finał                  | Finał                  |
| Zawodnik     | Konkurencje           | Wynik   | Poz.  | Wynik                  | Poz.                   | Wynik                  | Poz.                   |
| ------------ | --------------------- | ------- | ----- | ---------------------- | ---------------------- | ---------------------- | ---------------------- |
| Golda Marcus | 400 m stylem dowolnym | 4:23:50 | 39    | → Nie awansowała dalej | → Nie awansowała dalej | → Nie awansowała dalej | → Nie awansowała dalej |
| Golda Marcus | 800 m stylem dowolnym | 8:51.21 | 35    | → Nie awansowała dalej | → Nie awansowała dalej | → Nie awansowała dalej | → Nie awansowała dalej |

### Podnoszenie ciężarów
| Zawodnik        | Konkurencja   | Rwanie | Rwanie  | Podrzut | Podrzut | Łącznie       | Miejsce       |
| Zawodnik        | Konkurencja   | Wynik  | Miejsce | Wynik   | Miejsce | Łącznie       | Miejsce       |
| --------------- | ------------- | ------ | ------- | ------- | ------- | ------------- | ------------- |
| Eva María Dimas | +75 kg kobiet | 105    | 9       | –       | –       | Nie ukończyła | Nie ukończyła |

### Strzelectwo
| Luisa Cristina del Rosario Maida Leiva | pistolet pneumatyczny 10 m kobiet | 375 | 34 | → Nie awansowała dalej | → Nie awansowała dalej | → Nie awansowała dalej | → Nie awansowała dalej |
| Luisa Cristina del Rosario Maida Leiva | pistolet sportowy 25 m            | 582 | 6  | 774.0                  | 8                      |                        |                        |

### Tenis
| Zawodnik       | Konkurencja             | Runda 1        | Runda 1       | Runda 2       | Runda 2   | Runda 3               | Runda 3               | Ćwierćfinał           | Ćwierćfinał           | Półfinał              | Półfinał              | Finał                 | Finał                 | Finał                 |
| Zawodnik       | Konkurencja             | Przeciwnik     | Wynik         | Przeciwnik    | Wynik     | Przeciwnik            | Wynik                 | Przeciwnik            | Wynik                 | Przeciwnik            | Wynik                 | Przeciwnik            | Wynik                 | Medal                 |
| -------------- | ----------------------- | -------------- | ------------- | ------------- | --------- | --------------------- | --------------------- | --------------------- | --------------------- | --------------------- | --------------------- | --------------------- | --------------------- | --------------------- |
| Rafael Arévalo | gra pojedyncza mężczyzn | Lee Hyung-taik | W 4-6 6-3 6-4 | Roger Federer | L 6-2 6-4 | → Nie awansował dalej | → Nie awansował dalej | → Nie awansował dalej | → Nie awansował dalej | → Nie awansował dalej | → Nie awansował dalej | → Nie awansował dalej | → Nie awansował dalej | → Nie awansował dalej |

### Wioślarstwo
| Zawodnik                 | Konkurencja    | Kwalifikacje | Kwalifikacje | Repasaż | Repasaż | Ćwierćfinał | Ćwierćfinał | Półfinał | Półfinał | Finał   | Finał |
| Zawodnik                 | Konkurencja    | Wynik        | Poz.         | Wynik   | Poz.    | Wynik       | Poz.        | Wynik    | Poz.     | Wynik   | Poz.  |
| ------------------------ | -------------- | ------------ | ------------ | ------- | ------- | ----------- | ----------- | -------- | -------- | ------- | ----- |
| Ana Camila Vargas Palomo | jedynki kobiet | 8:32:06      | 3            |         |         | 8:11:79     | 5-Q2        | 8:22.35  | 4 – C/D  | 8:02.91 | 22    |

### Zapasy
| Zawodnik       | Konkurencja | 1/8                | Ćwierćfinał            | Półfinał               | Repasaż Runda 1        | Repasaż Runda 2        | Finał                  |
| Zawodnik       | Konkurencja | Przeciwnik Wynik   | Przeciwnik Wynik       | Przeciwnik Wynik       | Przeciwnik Wynik       | Przeciwnik Wynik       | Przeciwnik Wynik       |
| -------------- | ----------- | ------------------ | ---------------------- | ---------------------- | ---------------------- | ---------------------- | ---------------------- |
| Ingrid Medrano | −48 kg      | Estera Dobre W 3-1 | Tatyana Bakatyuk L 2-5 | → Nie awansowała dalej | → Nie awansowała dalej | → Nie awansowała dalej | → Nie awansowała dalej |